# Dream World (album)
Albums de Dream
Process
(2002) ID
(2004)
Compilations par Dream
Eternal Dream
(2002)
Singles
1. Music Is My Thing
Sortie : 13 février 2003

 Dream World  (titré en minuscules : dream world) est un album de reprises, présenté comme le troisième album du groupe Dream, sorti en 2003.

## Présentation
L’album sort le 26 février 2003 au Japon sous le label Avex Trax. Il atteint la 23e place du classement Oricon, et reste classé pendant trois semaines. Il restera le cinquième album le plus vendu du groupe, derrière les quatre sortis précédemment. Il sort aussi en édition limitée dans un boitier spécial incluant en supplément un mini livret de photos, un calendrier, une carte de collection, un auto-collant, et un DVD avec le making of du clip vidéo d'un des titres.
C'est le premier album sorti par la nouvelle formation du groupe à huit membres ; en effet, l'une des trois membres originales, Mai Matsumuro, principale parolière, a quitté le groupe l'été précédent et a été remplacée peu après par six nouvelles membres.
Il contient douze reprises adaptées en japonais (parfois avec un titre différent) de chansons de divers artistes occidentaux des années 1980 et 1990. L'une des reprises était déjà parue dans une version légèrement différente sur le single Music Is My Thing sorti deux semaines auparavant. Les deux chanteuses restantes de la formation initiale, Kana Tachibana et Yū Hasebe, interprètent chacune un des titres en solo.

## Formation
- 1re génération : Kana Tachibana, Yū Hasebe
- 2e génération : Sayaka Yamamoto, Erie Abe, Aya Takamoto, Ami Nakashima, Shizuka Nishida, Risa Ai

## Liste des titres
| CD    | CD                                                                            | CD                                              | CD    | CD | CD | CD | CD | CD | CD |
| No    | Titre                                                                         | Paroles japonaises / Musique                    | Durée |    |    |    |    |    |    |
| ----- | ----------------------------------------------------------------------------- | ----------------------------------------------- | ----- | -- | -- | -- | -- | -- | -- |
| 1.    | In the Name of Love (In the name of love) (reprise du titre de Finzy Contini) | Anemone Mayama / Bruno Rosellini, F. Baldoni    | 4:16  |    |    |    |    |    |    |
| 2.    | I Believe in Dreams (I BELIEVE IN DREAMS) (reprise du titre de Jackie Rawe)   | Mizue / Bob Mitchell, Steve Coe                 | 3:29  |    |    |    |    |    |    |
| 3.    | Ever And Ever (EVER AND EVER) (reprise du titre de Venice)                    | Kenko-p / Giuliano Crivellente, Mauro Farina    | 3:52  |    |    |    |    |    |    |
| 4.    | E.I.E.N (reprise de Break Me Into Little Pieces de Hot Gossip)                | Emi Makiho / Giuliano Crivellente, Mauro Farina | 3:42  |    |    |    |    |    |    |
| 5.    | Turn It Into Love (par Yū Hasebe en solo ; reprise du titre de Kylie Minogue) | Yū Hasebe / Stock Aitken Waterman               | 3:48  |    |    |    |    |    |    |
| 6.    | Passion (reprise de Koi wa Passion de EVE)                                    | Kenko-p / Sakkyoku Kenkyujo                     | 3:35  |    |    |    |    |    |    |
| 7.    | King & Queen (reprise du titre de King & Queen)                               | Yûko Ebine / Andrea Leonardi                    | 4:17  |    |    |    |    |    |    |
| 8.    | Kakera (カケラ) (reprise de Unexpected Lovers de Lime)                        | Kenko-p / Denis Lepage, Denyse Lepage           | 3:44  |    |    |    |    |    |    |
| 9.    | Help Me (Help me) (reprise du titre de MELA)                                  | Yûko Ebine / Giuliano Crivellente, Mauro Farina | 4:14  |    |    |    |    |    |    |
| 10.   | Girl's Night (GIRL'S NIGHT) (reprise de Telephone Operator de Peter Shelley)  | Mizue / Peter Shelley                           | 2:48  |    |    |    |    |    |    |
| 11.   | Hot Stuff (par Kana Tachibana en solo ; reprise du titre de Donna Summer)     | Shiho Otowa / Faltermeyer, Forsey, Bellotte     | 3:29  |    |    |    |    |    |    |
| 12.   | Music Is My Thing (Album Version) (reprise du titre de Samantha Gilles)       | Yûko Ebine / Fonny De Wulf                      | 4:31  |    |    |    |    |    |    |
| 45:45 |                                                                               |                                                 |       |    |    |    |    |    |    |

Arrangements de Tatsuhiko Fuyuno, sauf n°4 et 5 (Shigeki Sako), 6 (Spicy Dan), 9 (Hitoshi Harukawa), et 11 (Shinichi Maruyama).
| 1. | Making of dream Music Is My Thing (Making of dream MUSIC IS MY THING) |  |